# Harpoon (Computerspiel)
Harpoon ist eine realistische Luft- und Marinesimulation basierend auf Larry Bonds gleichnamigen Tabletop. Der Spieler kann eine der beiden Seiten (Blau oder Rot) wählen. In einem simulierten Marinekampf werden sowohl lokale Konflikte als auch Situationen aus dem Kalten Krieg simuliert. Die Missionen gehen von kleinen Schnellbootgefechten bis zu großen ozeanischen Schlachten mit vielen Schiffen und Hunderten von Flugzeugen. Die Datenbank des Spiels enthält hunderte von realen Schiffen, Flugzeugen und Landeinrichtungen (Flugplätze, Häfen etc.). Außerdem gibt es Datenbanken anderer Anbieter, die sich mit besonderen Themen beschäftigen. Ein Szenario-Editor gehört auch zu dem Spiel. Daher gibt es im Internet Hunderte zusätzlichen Szenarien.
Der Spieler muss seine Verbände mit zahlreichen Schiffen und Flugzeugen von anderen Standorten koordiniert führen. Die Simulation findet auf einer Landkarte statt und kann mit einem einstellbaren Zeittakt beliebig beschleunigt werden. Über Bewaffnung und Zuladung an Treibstoff muss der Spieler selbst entscheiden.
Harpoon ist eine so umfassende Marinesimulation, dass sie in der Pro-Version zur Schulung von Marineoffizieren genutzt wird.
Harpoon bekam nach seiner Veröffentlichung gute Bewertungen und verkaufte sich so gut, dass Three-Sixty Pacific sich dazu entschloss einen Nachfolger zu entwickeln. Die Entwicklung schritt voran doch im Jahr 1993 kam die Firma in finanzielle Schwierigkeiten. Es wurde eine Vereinbarung mit Brøderbund gefunden, die das Spiel unter ihrem Dach veröffentlichen wollten. Mit einem gezahlten Vorschuss auf den Verkauf konnte das Projekt gerettet werden und es wurde 1994 fertiggestellt und als Harpoon II veröffentlicht. Das Spiel ist eine Weiterentwicklung des Originals und verfügt über eine deutlich erhöhte Bildschirmauflösung, was für die Übersicht im Hauptbildschirm hilfreich ist. Obwohl es mit seinen skalier- und verschiebbaren Fenstern sowie seinen Symbolen am oberen Fensterrand wie ein Windows-Programm wirkt, ist es immer noch ein DOS-Programm.
Three-Sixty steckte aber auch nach der Veröffentlichung weiter in Finanzschwierigkeiten und wurde 1994 von IntraCorp gekauft. Unter dem neuen Eigentümer wurde 1995 eine Harpoon II Deluxe Version veröffentlicht. Diese enthält neue Szenarien, eine erweiterte Spieldatenbank, neue Video- und Soundclips sowie einen umfangreichen Editor und wurde erstmals als CD-Version verkauft. Aber auch IntraCorp geriet in Schwierigkeiten und ging 1996 bankrott. Die Rechte an Harpoon wanderten weiter an AGSI. Das Unternehmen veröffentlichte 2001 Harpoon 3, welches im Wesentlichen eine Portierung von Harpoon II auf das Windows-Betriebssystem ist. Die letzte verfügbare Version (Stand Juli 2020) ist eine Harpoon – Ultimate Edition, die sämtliche Versionen von Harpoon 1, 2 und 3 enthält und von Matrix Games vertrieben wird. 2013 wurde bekannt, dass AGSI die Weiterentwicklung der Harpoon Serie beendet hat und nur noch Szenarien und Datenbankpflege betreibt. Seit Mai 2020 ist die Homepage von AGSI offline. Die Rechte an der Harpoon Computerspielserie sind damit wieder bei Larry Bond.
Ein inoffizieller Nachfolger wurde von der britischen Firma WarfareSims Ltd. entwickelt und 2013 als Command: Modern Air/Naval Operations veröffentlicht. Im Jahr 2019 kam der modernisierter Nachfolger Command: Modern Operations auf den Markt.
Tom Clancy nutzte für seine Romane Jagd auf Roter Oktober und Im Sturm die Harpoon-Regeln, um die in den Büchern beschriebenen Taktiken und Kampfhandlungen auf Plausibilität zu prüfen.

## Titel und Erscheinungsdatum
- Harpoon
- Harpoon II (1994)
- Harpoon Classic (1997)
- Harpoon 3 (2001) (Updated 2004)
- Harpoon 3 Professional (2002)
- Harpoon 3: Advanced Naval Warfare (14. Juni 2006)
- Harpoon Classic: Commanders Edition (Mitte 2006)

## Spielhilfen
- Harpoon-II-Official-Strategy-Secrets
- Harpoon-Battlebook-Official-Strategy-Computer
- Harpoon-III-Official-Strategy-Guide
- Harpoon-Strategies-Secrets-Disc-Harpoon